# Rotstieliger Leder-Täubling
Der Rotstielige Leder-Täubling oder Wechselfarbige Leder-Täubling (Russula olivacea) ist eine Pilzart aus der Familie der Täublingsverwandten. Es handelt sich um einen sehr großen, mild schmeckenden Täubling mit bräunlichem Hut und ockergelben Lamellen. Sehr typisch ist die purpurviolette Verfärbung des Fleisches mit Phenol, die sonst nur noch bei sehr nahverwandten Arten zu beobachten ist.

## Merkmale

### Makroskopische Merkmale
Der Hut wird 4–22 cm breit, er ist jung halbkugelig, später gewölbt bis ausgebreitet, im Alter manchmal ein wenig niedergedrückt. Die Huthaut ist bei feuchter Witterung leicht klebrig, trocken samtig-matt und glatt, sie kann etwa bis zu 1/3 abgezogen werden. Am Hutrand kann sie vor allem bei älteren Pilzen konzentrisch gerunzelt sein. Der Hutrand ist bei jungen Pilzen eingerollt und bei älteren unregelmäßig gewellt bis gelappt. Die Hutfarbe ist sehr variabel, bei jungen Pilzen ist sie meist irgendwie olivbraun, später überwiegen meist weinrötliche Farbtöne, aber auch gelbe und fleischrosa Farbtöne kommen vor.
Die Lamellen sind ausgebuchtet angewachsen und sehr breit. Die Lamellen sind jung noch blassgelb und nehmen im Alter einen immer kräftigen Gelbton an, der ein intensives Dottergelb erreichen kann. Die Schneiden im Randbereich sind oft weinrot bis rosa überlaufen. Das Sporenpulver ist intensiv ocker bis dottergelb gefärbt.
Der kräftige Stiel ist 8–15 cm lang und 2–4 cm breit, zylindrisch, jung hart und fest, im Alter wattig ausgestopft, weiß und zumindest im oberen Teil rosa bis weinrot überlaufen. Manchmal beschränkt sich die Rotfärbung nur auf eine kleine Zone unterhalb der Lamellen, manchmal ist der komplette Stiel gefärbt, an der Basis ist er auch häufig gelblich bis bräunlich verfärbt.
Das Fleisch ist weiß, jung fest, nur schwach gilbend und verfärbt sich mit Phenol tief weinrot, wie Heidelbeersaft. Der ist Geruch unauffällig, leicht obstartig. Der Geschmack des harten, aber brüchigen Fleisches ist mild bzw. leicht nussartig, im Alter auch pappig. Mit Eisensulfat färbt sich das Fleisch graurosa und mit Guajak dunkel olivgrün.

### Mikroskopische Merkmale
Die rundlichen bis elliptischen Sporen sind (8) 9–11 (12) µm lang und (7) 8–9,5 (10) µm breit. Der Q-Wert (Quotient aus Sporenlänge und -breite) ist 1,1–1,3. Das Sporenornament besteht aus bis zu 1,5 µm hohen, meist isoliert stehenden, stachligen Warzen, die teilweise etwas verlängert sein können.
Die viersporigen, keuligen Basidien messen 50–63 × 13–15 µm. Daneben kommen zahlreiche, spindelige Pleurozystiden vor, die an ihrer Spitze appendikuliert (mit einer kleinen Endzelle versehen) oder verjüngt sind. Sie sind 72–100 µm lang und 8,5–13 (16) µm breit. Die ebenfalls spindeligen Cheilozystiden sind an der Spitze mehrheitlich abgerundet. Sie messen 70–120 × 9–14 µm. Alle Zystiden färben sich mit Sulfobenzaldehyd nicht oder nur schwach an.
Die Huthaut besteht aus zylindrischen, mehr oder weniger welligen, ein- bis mehrfach septierten sowie verzweigten Hyphenenden, die an ihrer Spitze verjüngt sind oder eine spindelförmige Endzelle haben. Mitunter haben die Hyphen rechteckige, fassförmige, ampullenförmige oder manchmal stark aufgeblähte Terminalzellen. Die Hyphenwände sind schwach gelatinisiert, Pileozystiden und inkrustierte Primordialhyphen fehlen.

## Ökologie
Wie alle Täublinge ist der Rotstielige Leder-Täubling ein Mykorrhizapilz.
Man findet ihn vor allem in Buchen-, seltener auch in Nadelwäldern, häufig in kleinen Gruppen, gern auf Kalkboden, aber auch auf Silikatböden.

## Verbreitung

Europäische Länder mit Fundnachweisen des Rotstieligen Leder-Täublings.
Legende:
Länder mit Fundmeldungen
Länder ohne Nachweise
keine Daten
außereuropäische Länder

Die Art kommt in Nordamerika (USA, Mexico), Nordafrika (Marokko) und Europa vor.

## Bedeutung
Der Pilz gilt nach der Täublingsregel als essbar und wohlschmeckend. In der Vergangenheit sind in einigen Fällen Unverträglichkeitsreaktionen vorgekommen, was aber auf ungenügendes Erhitzen zurückzuführen sein könnte. Roh verzehrt erzeugt die Art heftige Brechdurchfälle.

## Systematik
Der Rotstielige Leder-Täubling wird von Bon in die Untersektion Olivaceinae gestellt, eine Untersektion aus der Sektion Alutacea. Alle Vertreter dieser Untersektion sind verhältnismäßig groß, schmecken mild, haben gelbe bis wildlederbraune Lamellen, gelbes Sporenpulver und vielfältig gefärbte Hüte. Sehr typisch ist die purpurviolette Phenolreaktion der Fruchtkörper. Das wissenschaftliche Artattribut „olivacea“ bedeutet olivenfarben und ist ein Hinweis auf den oft olivbraun gefärbten Hut.